# الکس کنسانی
الکس مونته کنسانی به انگلیسی: Alex Monette Consani؛ زادهٔ ۲۳ ژوئیهٔ ۲۰۰۳) مدل، اینفلوئنسر و کمدین آمریکایی است. وی کار مدلینگ را از سال ۲۰۱۵ آغاز نمود و در آن زمان با ۱۲ سال سن، به جوان‌ترین مدل تراجنسیتی جهان تبدیل شد. پس از امضای قرارداد با آی‌ام‌جی مادلز در سال ۲۰۱۹، کنسانی در سال ۲۰۲۰ و در جریان دنیاگیری کووید-۱۹ شروع به فعالیت در تیک‌تاک کرد و به‌خاطر ویدئوهای کمدی‌اش در فضای آنلاین محبوب شد و تا سال ۲۰۲۴ بیش از سه میلیون دنبال‌کننده به‌دست آورد.